# ぼのぼのの登場人物
ぼのぼのの登場人物一覧（ぼのぼののとうじょうじんぶついちらん）は、いがらしみきおの漫画作品及びそれを原作とするアニメ『ぼのぼの』に登場する架空の人物の一覧。
※★が付く人物は「アナザーサイドオブぼのぼの アカカくんたち」にも登場。単行本でまだ出ていない出来事、設定は省略。
声の項は1993年映画版 / テレビアニメ1作目（テレビ東京版）/ ぼのぐらし（ゲーム）版 / 2002年映画版 / テレビアニメ2作目（フジテレビ版）の順。1人しか記載されていない場合は特記のない限りテレビアニメ版のキャストとする。

## 主要人物

### 主人公
ぼのぼの
声 - 藤田淑子 / 渡辺久美子 / 結城比呂 / 上村祐翔 / 雪深山福子
本作の主人公である、ラッコの子供。海に住んでいるが陸で二足歩行もできる。体色は水色。名前の通り普段はぼーっとした性格ですばやい動作が出来ない。物事によく疑問を抱く広い観察眼を持ち疑問を解消するために色々な相手に聞いて回ったりしている。貝はいつも手に持っているか脇の下にある袋に入れている。寝る時は海面で仰向けになり、ワカメを腹に掛けている。
連載当初は突っ込まれてばかりで眉間にしわを寄せる方法すら知らなかったほどだったが、徐々に青筋を盛大に立てて突っ込んで怒ったりするようになった。
あまりにも想像力が豊かすぎるため、変な妄想にまで発展することが多く、アライグマくんを筆頭に森の住民達に複雑な表情を向けられることも少なくない。また、しまっちゃうおじさんを初めとした空想の動物を多く脳内で生み出しては自分で勝手に怖がっていることが多い。
「よく探せ」と言われると穴を掘る癖がある。当初は木に登る事が出来なかったが、28巻にて木の上にいるシーンが見られる。
しかし一方でものすごく長いポポスくんの本名をたった二回聞いただけで覚えたり、スカーフェイスの傷が17個あることを一瞬で見抜いたり、アライグマくんは食べ物を美味しいと思った時に鼻水が出る癖があることを発見したり、ウポポ汁の材料を順序バラバラながら全て覚えたりと暗記力や観察力を発揮する一面もある。
この作品の哲学的要素に深く関わってくるキャラクターだが一切彼が登場しない回も存在する。
長らく恋愛に関わる展開は無かったが、35巻にて初恋を経験する。
しかし、ぼのぼの自身は「恋は好きじゃない」と思っており、その恋愛感情を押し殺していた。
父子家庭で、父親以外の家族、親族は登場していなかったが、母親が41巻で登場。出産時の障害により死亡したことが示唆されている。
テレビアニメ2作目では「おぶ」が口癖である。また、現時点では彼が未登場の話は全く存在しない。
シマリスくん
声 - 馬場澄江 / 吉田古奈美 / 岩坪理江 / 吉田古奈美 / 雄賀多あや
本作の準主人公。ぼのぼのの友達。女性語で喋るが（現在ではほとんど使わない）女の子になりたいというわけではなく、姉らに囲まれて育った影響である。性別はオスである。ぼのぼの他同年代のキャラに対して「～ちゃん」と付けて呼ぶ。体色はピンクに近い紫で、好物のクルミをいつも持ち歩いている。一人暮らしで、家族とは別居している。
初期はよく「いぢめる?」という言葉をよく使っていたが、現在ではですます口調に近い「～～なのでぃす」など「え」段の部分を「い」段に置き換えて発音することが話し方の特徴になっている。特に11巻以降、性格が変わり始めてからこの傾向がより強まっている。
自分の体に度々止まったり寝ているときにちょっかいを出してくるので虫が基本的に大嫌い。　
初期の頃は気弱で要領が悪く、加えて食べるときの音がうるさいのと、行動が腹立たしいという理由でアライグマくんを中心に森のみんなから苛められていた。やがてぼのぼのやアライグマくんと行動することになるが、アライグマくんを怒らせてはよく蹴飛ばされていた。しかし、前述のように11巻あたりから性格が変わり始めてからは、初期の気弱な言動は殆ど見られなくなり、16巻でショーねえちゃんと格闘したりするまでになる。それに伴い、ぼのぼのを含めて誰に対しても怒って突っ込む場面が増えてきたり、時には蹴りを入れたりするなど、アライグマくんと同じくらいに態度が攻撃的になっている。
今では苛められることもなくなり、仲間とも対等につきあえるようになってきたが、それと入れ替わるかのようにこの作品中で一・二を争う規模がある家族・親族構成による人間関係のトラブルの渦中に立たされるようになる。弱った両親の介護を任されるなど、苦労が絶えない生活を送っており、その事でぼのぼのに対して愚痴をこぼす事も多い。こうした事が重なってか、家族が増える事に対しては非歓迎的な姿勢を見せ、甥であるマホモくんに対しては突き放したような態度を取り、姪のコリスちゃんの事も好きにはなれないと言い切る。
ぼのぼのの事は本心から友人として見ているが、アライグマくんとの関係は腐れ縁に近く、彼との関係には些か温度差がある（元々いじめる側といじめられる側の関係性であったので、仕方がない所もある）。
泳ぐことが苦手なため、川を渡ったり海に入ったりする際は大抵ぼのぼのの上に乗っかっている。
物を投げたときのコントロールはかなりのものでありクルミ投げはほぼ百発百中。ただし、ジョボくんにだけは敵わなかった。
キャストのほとんどが変更された映像化三作目において唯一キャストが引き継がれたキャラクター。
アニメ1作目ではぼのぼのと同様に主人公格だったが、2作目ではたまに登場しない事もある。
フジテレビ系で放送しているテレビドラマ『警視庁いきもの係』の動植物管理課のセットにぬいぐるみが置かれている。
アライグマくん
声 - 屋良有作 / 藤原啓治 / 千葉繁 / 山口勝平 / 高野慎平
ぼのぼのの友達。体色は黄土色。喧嘩が強く、森のいじめっ子達のリーダー的存在として、普段は何かに理由をつけては誰かをどついている。
初期の頃は、わがままで粗暴な面が目立ち、ぼのぼのやシマリスくんに対して友達というよりは暇つぶしのための子分としか考えておらずぼのぼの達を含めて弱い者だけ殴る蹴る等、意地悪な性格だった（特に劇場版1作目ではこの傾向が強かった）。特にシマリスくんに対する当たりは非常に強く、シマリス君くんの姉であるショーねえちゃんとも乱暴者同士で犬猿の仲であった。
しかし、ぼのぼの達と一緒に行動するうちにいじめを主導することは全く無くなり、怒鳴ったりどついたりしつつも、仲間を助けたり手伝ったりするいいところも見せるようになる。また、いたるところに友人や知り合いがいる顔が広い一面や、理不尽な物言いに対して真っ向から反論する正義感のある一面を見せるようにもなる。
ぼのぼのやシマリスくんに比べて（二人がやや常識知らずなのもあるが）比較的老成しているように見られる反面、思いつきで突拍子の無いことをすることもある。
暇というもの自体をものすごく嫌っており、新しい遊びなどをよく考案してはぼのぼの達を巻き込んでいる。
怒鳴ったりどついたりする傾向は変わらないものの、その相手は当初のぼのぼのやシマリスくんやクズリくんよりも、アナグマくんやフェネックギツネくんのように感情を逆撫でする言動を取るキャラや、クズリくんのおとうさんのようなダメな大人達に向くようになった。また、23～24巻あたりからは言葉による突っ込みや鼻を押し付けるケースも増えている。
このように基本的な傾向は変わらないものの、初期に比べると丸くなってきている。それに伴い、逆に仲間に突っ込まれて冷や汗をかくケースも増えており、当初はいいように扱っていたぼのぼの・シマリスくんにまで突っかかられることすらある。
母親は長い旅に出ているので父子家庭となっている。しかし互いに乱暴な性格なため何かと父親とは対立しているが、意気投合したりする時も多く、何だかんだで仲は悪くない。ショー姉ちゃんともシマリスの異母兄の協力で和解した（しかし、それ以降絡むシーンが一切ないため、どの程度まで良くなったかは不明）。
恋愛に対しては積極的。また惚れやすく、種族を選ばない傾向がある。。
好物はイモなどだが基本的に食欲旺盛かつ雑食であるが時に肉食の面も見せる。また、好物を食べると鼻水が出る癖がある事が判明した。
29巻にて思いつきの延長で修業と称して旅に出て、30巻の最後に旅から帰ってきた。
テレビアニメ1作目では粗悪な性格は描かれず、いじめっ子というよりガキ大将といった面が前面に出されていたと同時に、大人ぶっているだけで内面は子供っぽいという性格も描かれた。テレビアニメ2作目では11巻以降の性格がほぼ踏襲されている。

### 仲間たち
クズリくん
声 - 雨蘭咲木子 / 同左 / 津賀有子 / 道平陽子 / 重松朋
ぼのぼのの知り合い。登場当初・およびアニメではいつも道端でウンチをしているキャラクターだった。体色は銀色で、手足と尻尾、背中の模様、鼻の頭は黒。普段は目を閉じているが、7巻にて薄目を開けたり、29巻にて耳かきをしてもらっている際や、32巻にて“幻の立ち方”を披露した際に目を開いたことがある。初期のシマリスくん以上に臆病な性格で、すごい音がしただけで気を失ってしまうほどだが、所かまわずウンチをする点では度胸があるといえる。
当初はスナドリネコさんの家の前で用を足すのが好きで、何度もスナドリネコさんにやめろと妨害されても絶対にやめようとしない。シマリスくん同様楽しいからというだけでアライグマくんに苛められていた。しかし現在はアライグマくんとは仲良く遊んでいるところも見受けられる。また、アライグマくんからのプレゼントを「いらない」と言って返そうとしたり（結局は制圧されてしまうが）、怒って体をグイグイ押し付けたりする等、強い一面も見せるようになった。アニメでは用を足している途中で（物事を聞かれているのにもかかわらずし続けているせいもあって)アライグマくんなどに蹴飛ばされたりすることが多い。
父は二足歩行で彼は四足歩行であるが、これは2本足で立てない訳では無く、意図的にそうしていたことが32巻にて語られている。父親からは「ボーヤ」と呼ばれている。
スナドリネコさん
声 - 大塚芳忠 / 小杉十郎太 / 同左 / 森本レオ / 黒藤結軌
ぼのぼのが一番信じている存在で、最初はぼのぼのが唯一感情を露にできる相手だった。体色は金色で、人間にかなり近い体型。花鳥風月を愛していて、冷静沈着で孤高で無表情のキャラだが最近は笑ったり怒ったりもする。33巻では意外な表情を人前に晒した。
みんなに慕われているが、大将との一件や、悪気が無いのにどこか人をバカにした態度を取るので、くだらない対立を生む。他にも理由があるがアライグマ親子（特に父）からは特に嫌われており、クズリくんのおとうさんとは犬猿の仲である。
怠惰を好み、いつも家でぐうたらと寝ているなど自堕落な生活を送ることを好むが、物知りなので色々な相手（特にぼのぼの達）からよく訪ねられ、故に寝てばかりいられない毎日を送る。しかし、最近はぼのぼの達の質問に明確に答えられないことが多く、ぼのぼのが「スナドリネコさんに聞いてみようよ」と言うとアライグマくんやシマリスくんは「聞くだけ無駄」と激怒する。
実はこの舞台とは違う場所からやってきたらしい謎多きキャラで、本人は過去の事はほとんど話さなかったが、40巻では過去に住んでいた場所について漠然とぼのぼのに打ち明けた。海を渡って来たらしく、傷だらけで動けなくなっていたところをぼのぼのに発見される。ヒグマのカシラの手下ヒグマと戦って勝てるほど運動能力は高い。大きな岩穴という、他のキャラの住居とは一風変わった住居はヒグマの大将との決闘の末に貸してもらった。ヒグマの大将が敵対するヒグマのカシラの手下ヒグマに崖から突き落とされ大怪我したことを聞いた時は宿命を感じたのか助けに行きヒグマのカシラ一味と戦った。スースさんという古い友人がおり、彼も人間に近い体格をしている。
決め台詞は「それはヒミツです」。これは子供達の中でネタにされたこともある。
原作ではそうでもないが、アニメ版では特に頼れる大人として色濃く描かれている。また、決め台詞も使われなかった。
また、彼の家族、親族は登場していない。
ヒグマの大将
声 - 玄田哲章 / 梁田清之 / 郷里大輔 / なし / 小手川拓也
コヒグマくんの父親。常に「～ぜよ」と話す。体色は青紫で名前の通りヒグマだが、実は作者のミスで首に月の輪がある。
見た目通り腕っ節が強く怒りっぽい性格で、敵対者や縄張りを荒らす者には容赦が無い。その為、非常に恐ろしいように見えるが、本来は人情家で涙もろい性格をしており、特に自分の息子の成長ぶりに感極まって泣いてしまうことがしばしば。また、巻を重ねるごとに雰囲気が柔らかくなってきている。趣味はお話づくり。
彼が登場するときは大抵ぼのぼのが登場しなかったが、26巻で初めてぼのぼのと会話をし、30巻以降でも出会っている。大将と呼ばれている通り、かつて事実上の森のリーダーで森の見回りをする役目だったが、突然やってきたスナドリネコさんと対立。戦いの末、いろんな傷を顔につけた上、住むところが無いだろと森で一番強い動物が住むとされている自分の住居をスナドリネコさんに貸してしまう。ヒグマさんとも離婚し、森を離れてしばらく山で一人暮らしをすることになる。映画版1作目、2巻で引き続き決闘をしている。しかし原作では8巻以降スナドリネコさんに会ってもまともに戦うことは無く、21巻にてスナドリネコさんに監視されていると思い込んで腹を立てることがあった事を除けば、35巻で一緒に釣りをしにいくなど、関係は悪くない様子。一人でいる理由が無くなったという理由でその21巻で森に帰ってきた。スナドリネコさんに対しては常に「スナドリ」と呼んでいる。
アニメ第1作ではぼのぼの・シマリスくん・アライグマくんの3人を中心に置いていた事もあり出番は少なかった（その上、セリフ付きの登場はわずか1回のみ）。映画第2作でも登場はしたものの台詞は一言も無かった。アニメ第2作では初登場こそかなり遅かったものの、セリフ付きの出番が増えている。
フェネックギツネくん
声 - 田中加奈子 / 柳沢三千代 / 渡辺久美子 / なし / 重松朋
ぼのぼのの友達。砂漠に住んでおり、歌を歌うのが好きで、体色はピンク色で、耳は濃いピンク。元々はアライグマくんが紹介した。何かとモブなどでも登場するサブ主要人物のような存在。楽しいことをいつも求めて暮らす陽気な性格。また自分の意見を周りに流されずにはっきり主張できる芯の強い面もある。父親とは友達のように仲が良い。
怒る時は自分の鼻を相手の顔に押し付ける。アライグマくんとは仲がよく絡みも多いが、殴られるシーンも少なくない（だが、一方的に殴られているわけでもなく、互角に殴り合い（蹴り合い）をすることもある）。痛いのが苦手で痛みを感じると物凄い顔をする。23巻で両親が別の場所に引っ越したが、本人は残ったため現在一人暮らし中である。
また、主要人物の中で唯一「アカカくんたち」に直接登場（名前は出ていない）。
ボーズくん
声 - なし / 中沢みどり / 山口勝平 / なし / あらいしずか
ビーバーさんの子供。シマリスくんを頼りになる強いリスだと思っている。体色はオレンジ色。いつも笑っている父親と気の強い母親がいる。一人旅に出て、母親と再会したときに感極まったり、いじめられたりすると泣いてしまうなど、泣き虫な性格で、泣きそうになると物凄い顔をする。キツネくんという友達がいる。
登場時は赤ちゃんだったが、7巻ではぼのぼのと同じぐらいの体格まで成長しており、14巻で再登場したときには、アライグマくんにいじめられても泣かなくなり、ぼのぼのに「ボーズくんはどこか変わったよね」と言われるほど、成長していた。
映画版では全て未登場だったが、「ボーズくん旅に出るの巻①」、「ボーズくん旅に出るの巻②」、アニメ44話では主役として登場する。現時点では、その14巻を最後に登場していない。
アナグマくん
声 - なし / なし / 渡辺久美子 / なし / あらいしずか
アライグマくんの友人。体色は橙色に近い黄色。痛い思いをしても何もいわなかったり、人を食ったような態度をとったり、それでいて天然ボケな部分もあったりする「ちょっとヘン」な仲間。昔からこういう性格だったというあたり、アライグマくんとは古い付き合いらしく（父親同士も仲が良い）、何かと絡みが多いが、アライグマくんにはよく怒鳴られたりどつかれたりしている。それでも表情をほとんど変えることはない。アライグマくん以外でも、ヤマビーバーくんと揉めたり、シマリスくんとも度々トラブルを起こしたりしている。
反面、しれっとした表情ですごいことを言うこともあり、「だってみんな一人だろ？」という台詞はアライグマくんを凍りつかせた。
でんぐり返しが得意で、ぼのぼのなどに教えていたりする。
原作やアニメ第2作ではよく登場し彼にスポットを当てた回もあるが、テレビアニメ1作目では登場せず、「クモモの木のこと」にも父親やヤマビーバーくんと共に登場しているが台詞は一言も無かった。
モデルかどうかは不明だが、彼に似た人物が作者いがらしの友人にいたという。
ヤマビーバーくん
声 - なし / なし / 山口勝平 / なし / 小手川拓也
アライグマくんの知り合い。変な顔で誰かを笑わせようと常日頃いろんな顔を試しているが、なかなか他者は笑ってくれない。無理にでも変な顔をしようとするので、アライグマくんに呆れられよく殴られる。初期の頃はアライグマくんを君付けで呼び、一人称も「ボク」だった。アナグマくんとも仲が良い。
22巻以降にキャラクターが一変し、一人称が「オレ」に変わり、アライグマくんの事は呼び捨てにするようになった。同時に怒ったり殴ったりするようになったが、アナグマくんとの漫才ライブをしたりと、根本は大きく変わっていない。
アナグマくんと同様にアニメ第1作には未登場だが、アニメ第2作には出演している。
また彼のモデルはいがらしみきおの嫁で、「この顔どう?」とよく見せるので面白いと思って出したという。
なお、ヤマビーバー（学名:Aplodontia rufa 英語名:Mountain Beaver）はビーバーとは異なる系統の実在の動物である。
ポポスくん
声 - あらいしずか
ぼのぼのが出逢う他の森に住んでいるウサギ。正式な名前は父親が名付けた「ビビジランテソンテネグロホメストーニカルマンドーレポポス」だが、長すぎるので本人は「ポポスと呼んで」と言う。この長い名前を覚えられたのはぼのぼのが初めてだという。
レリちゃん
声 - 重松朋
スレイさんの娘。ぼのぼのの初恋相手の女の子で、今作で初登場したメスのラッコ（アナグマくんも「初めて見た」と言っている）である。体色は赤紫で、父親と同様太眉が特徴。気丈で正義感の強い性格で、暴力を振るったアライグマくんを厳しく叱りつけ、その結果、種族の違うアライグマくんにも惚れられる。誰かに想われていると体が痒くなってしまう（実際は体が乾きやすい体質のため）持病を抱えているが、海水に浸かることにより症状が軽くなるため、なるべく海よりは遠くに行かないようにしている。
ラストシーンでは、ぼのぼのの事を少し意識している描写も見られた。
テン助
声 - 中村悠一
イタチ科の動物テン。クズリくんのおとうさんからは「病弱な子供や健気な母親に暴力を振るう最低な性格で、どうしようもない甲斐性なしという典型的な駄目親父」と思われていたが、実際に会ってみると「ただのバカ野郎」だった。頭は悪くないようだが、効率よく物事を運ぼうとしてかえって回りくどい行動をとってしまう。ヘビが大好物。「テン助」は18巻以降呼ばれている名前。
初登場時の13巻でクズリのオヤジにくだらない脅しをかけたことでボコボコにされ、「悪い奴より馬鹿の方が始末が悪い」という理由で強制的にヒグマの大将の監視下に置かれ、彼のところでしばらく雑用をさせられる羽目になった。
紆余曲折を経て21巻で改心し、雑用係から卒業。解放されてからは家族水入らずの生活を楽しんでいる。なお、本作のサブキャラとしては珍しく、ぼのぼのとの接点が最後まで無い。
スカーフェイス
声 - 黒藤結軌
ぼのぼの親子の住む岩場の近くにある島周辺の海に住んでいるシャチで、体色は藍色。普通シャチは魚同様ラッコも食べているが、彼自身はぼのぼののお父さんの数少ない親友の一人である。
ぼのぼのが生まれる前、自分の住む海で散々暴れた末に相思相愛だった自分の恋人であるメスのシャチを襲って死なせた「そいつシャチ」との戦いで返り討ちにされる寸前、ぼのぼののお父さんに助けられたことがきっかけでぼのぼののお父さんと親友になる。「そいつシャチ」を退治するために最初は同志を募ったが、長老以外誰も協力してくれなかった為に他のシャチ達を嫌っており、同様に他のシャチ達も後ろめたさからかスカーフェイスのことを避けている。長老が「そいつシャチ」の話をしようとすると聞きたくないと逃げる。腹部にはその時に出来たと思われる約17個の傷がある。
アカカくん★
小さい子供。終始無表情で、どんなことがあっても一言もしゃべらない。体色は白。
アライグマ君からは喧嘩で負かされたと思われている。足がすごく速く、アライグマくんが追いかける度に数多くの災難に遭ってしまう。シマリスくん曰く、そこら辺の大人でもかなわないほど強く、アカカくんを本気で怒らせた大人がいるが、その大人は未だに行方不明らしい。
公式サイト「ぼのねっと」で連載されている準レギュラーキャラが主人公になる漫画のタイトルにもなっている。
テレビアニメ第2作では第87話「アライグマくんとアカカくん」にて登場している。

### 漫画版のみ登場した主要人物
ジョボくん★
体は小さいが脅威の強肩とコントロールの持ち主。石を投げて川の魚を捕る名人。体色はアカカくんと同様白。
基本的に喋らず、「こくん」とうなずくだけである。いつも下がり眉毛で悲しそうな表情をしている。シマリスくんとくるみ投げの勝負をして勝利する。コヒグマくんの友達に「チンチョン」というそっくりなキャラがいるが、関連は不明。
キネちゃん★
アライグマくんがぼのぼのと共に綺麗な石の持ち主を探している時に出逢ったネズミ。体色はきつね色。お母さんが蒸発し、父のネズミさんと暮らす父子家庭であったが、ぼのぼのとアライグマくんの協力で、お母さんが帰ってきた。

## 主要人物の友人
ポテ助くん
声 - 雪深山福子
カワウソ。ぼのぼのと似た姿をしているが、ヒゲや尻尾が長いことと腹の毛が白いなどの差異がある。体色は青で、ぼのぼのと違ってぼーっとしていないが、くだらないことはたくさんやる。言動が少しおっさん臭い。
キン吉くん
声 - 小手川拓也
ポテ助くんの知り合いで、昔溺れていたところを彼に助けられた。
プレーリードックくん
声 - 村上忍 / なし / なし / なし / 雄賀多あや
シマリスくんの親友。砂漠に住んでいて、体色は山吹色。体は作中でも一、二を争うほど小さく、言葉は「ん～」と言うだけである。シマリスくんだけが言葉を理解できる。そこにいるだけで幸せな気持ちにさせてくれるらしい。
趣味は一人旅、砂漠に無い美しいものを見ること。気に入られるとキスをしてもらえる。いつもは目を閉じているが、たまに目を開く。
アニメ版第1作目では26話にのみ登場。2作目では出番が増やされている。
テントウムシくん
声 - 児嶋一哉 
体はシマリスくんより小さくて、森中を回っている。
アニメ第1作目では、21話のシマリスくんの想像のみに登場する。
キツネくん
ボーズくんにいきなり付きまとってきたキツネ。体色は薄い黄色で、一言も喋らないが指で丸を作って「OK」と表現したりする。その流れでボーズくんと友達になる。22巻でミンナ虫が大好物のキツネが出てくるが普通にしゃべるので別人と見て間違いない。アニメ版にも登場する。
シシーくん
声 - あらいしずか
29巻で旅に出たアライグマくんが出会った、旅をしているイノシシの子ども。最近は故郷へ帰る決意をしていた。セルファーノという弓に似た楽器を持っているが、いつも使い方を間違えている傾向がある。その後ぼのぼの達の森に住み着くことになった。
ペンギンくん
声 - あらいしずか
海のあたりに住んでいるらしい。体色は青。一巻の頃に数回だけ登場し、毎回アライグマくんにカニばさみをかけられている。16巻で登場するクエーと喋るペンギンくんもいるが、同一人物かどうかは不明。

### 漫画版のみ登場した主要人物の友人
ゴマメちゃん
シマリスくんの知り合い。しょっちゅう歯ぎしりをしてしまうという。
キョーモちゃん
シマリスくんの友達であるネズミ。シマリスくん同様、メスのような女々しい話し方をする。
フナギモくん
アライグマくんが地平線を見ると思い出すという、昔いっしょに遊んだ友達。詳細不明。
メガネヤマネくん
ぼのぼのの友達。一巻ぐらいにしか出てこない。すぐに隠れてしまうのでよくわからないらしく、ただの知り合いとも言える。体色はクリムゾンで、アニメ版にも登場するが一瞬のみである。また、彼を題材にした本がある。
カンガルーネズミくん
一巻のぼのぼのの住む森の地図に書かれている住人。一巻に一度だけ登場し、ぼのぼの達を大声で怒鳴りつけている。プレーリードッグくんと同じところに住んでいるらしいということしかわかっていない。ものすごく感じ悪い。
チンチラくん
背景程度に登場する森の住人。体色は桃色。いつもぐるぐる回っているらしく、本編でもその風景が多少描かれている。
ボスケくん
アライグマくんの友達。ミンク。難しい疑問に何でも答えられるらしい。
グジャドロロくん
アライグマくんの友達。ごく普通のカエル。名前と外見のギャップが激しいので初めて見た人はみんな戸惑う。
ヨンジャさん
アライグマくんの知り合いで「地平線王」と呼ばれるほど地平線を眺めるのが大好きな背の高い細身のウサギ。いろいろ運が悪い境遇らしい。ネメちゃんという遠くへ行ってしまった好きな女の子がいるが、地平線を見て彼女を思い出せれば満足なので彼女が帰ってきても声をかける気は無い。
タンペ
アライグマくんの知り合い。ウサギ。クズリのオヤジから逃げているアライグマくんを自分の家にかくまうが、クズリのオヤジもすぐ家に入ってきてしまう。
モンチー
アライグマくんの知り合い。サル。懸垂をやらせると200～300回も出来る。
キロコさん
アライグマくんの知り合いでしゃべるのが大好きなメスの小鳥。ぼのぼのに「なぜ普段わざわざつまらない話をするのか」ということを相談される。
ボハルデくん★
ぼのぼのの知り合いらしい魚好きのカワウソ。体色は黄色に近い黄土色。スナドリネコさんの家に魚を置いているのではないか疑われるが否定する。一言もしゃべらない。アニメ2作目では出番がある。
ツボじい
年老いたサルでヒグマの大将の知り合い。ツボを押すと短時間だけだが若返らせることが出来る。しゃべるのが好きではなく、ジェスチャーでやり取りをするがヒグマの大将しか理解できない。しかし、話の後半でクズリ父と喋りだした。

## 主要人物のファミリー・親戚

### ぼのぼの
ぼのぼののおとうさん
声 - いがらしみきお / 長嶝高士 / 茶風林 / なし / 伊東孝明→中野健治（403話 - ）
ぼのぼのの父。息子をそのまま大きくしたような容姿をしている。体色は灰色に近い青緑で、息子以上にすごくのんびりとした性格で、原作だと台詞が一々途切れており、アニメでも一々間を置いて喋る。それでもいざという時はちゃんとしたお父さんらしさを見せている。我慢が唯一の特技。当初はあまり表情を見せなかったが、現在はそうでもない。ぼのぼののことは「ぼの」と呼んでいる（アニメでは、2回だけぼのぼのと呼んでいる）。寝る時はぼのぼのと同じく、海面で仰向けになり、ワカメを腹に掛けている。
妻はしばらく登場せず、男手一つで息子を育てている。2013年まで作中で触れられたことはなかったが、41巻にて死別していたことが明かされた他、またこの時にクズリくんのお父さんと知り合っており、彼に命を救われていた事も判明した。
いつも一人で、息子以外の他人には理解できない一人遊びをしており、口数も少ないことから、変わり者と見られることもあり、アライグマくんからは苦手意識を持たれている。ただ、ラッコのスレイさん、シャチのスカーフェイス、シャチの長老など、友人はそれなりにいる。4巻にて語られているが、昔はラッコの集団のリーダーだったが、リーダーに向かない性格故か信頼を得られず、結局は仲間達に離反され生きる気力を無くす。貝も持たずに、食べてくれといわんばかりにシャチの前にたびたび現れていたが、「食べようとしたが突然背鰭の付け根に痛みを感じ怖くなって食べるのをやめた」「沖にマンボウが2匹現れ何が有るのか確認しに行った」「昔不幸な死に方をした知り合いに似ていたので思いとどまった」「偶然落雷が発生した」「偶然歯が折れた」と言った偶発的な理由が度々重なり、食べられることは無かった。その後、海で大暴れをしていた「そいつシャチ」と言う凶悪なシャチと決闘する事となるが、窒息死させて勝利したことでシャチの間で「死神ラッコ」または「キング・オブ・ラッコ」と呼ばれ、伝説になった。ヒグマの大将でさえも認めている。ラコさんとの出会った際には「ブライアン」と呼ばれていたと言っており、以降は彼女から「ブライアンくん」と呼ばれていた。
34巻では一つの花を守るためだけに、岩で砂浜を塞ぐという大胆な行動に出ていたことが判明、ヒグマの大将には森を荒らした行為と見なされ、決闘を挑まれることとなってしまう。その決闘では実力差で追いつめられるが、全ての力を振り絞り、彼の巨体を投げ飛ばすなど、馬鹿力を出している。
ラコさん
ぼのぼのの実母。クジラの親友であるホエルとの旅中に立ち寄った島でぼのぼのの父と出会う。子供を身ごもるが、亡くなったホエルと引き換えに幸せを掴もうとしている自分への葛藤から、鬱状態になり窶れ果て衰弱する。状態は一向に良くならずそのまま息子を岩場で出産、ぼのぼのを残して姿を消した（直接の死の描写はない）。残された夫は後を追うように衰弱していくこととなる。

### シマリスくん
ショーねえちゃん
声 - 田中真弓 / 同左 / ならはしみき / なし / 重松朋
シマリスくんの姉で、ダイねえちゃんの妹、そのお兄さんの異母妹の次女。体色はピンク。
最近はシマリスくん同様、一人暮らしをしている。家は非常に汚れていて、悪臭が漂っている。顔立ちは母親似。
男勝りかつ短気で喧嘩っ早い性格。弟のシマリスくんに対して横暴に接しており、基本的に仲は良くない。また、アライグマくんとも些細なトラブルがきっかけで仲が悪くなり、互いに罵り合っていくようになる。体格はほとんどシマリスくんと一緒ながらもアライグマくんと互角に戦える。作中では（アライグマくんを除けば）悪役寄りの性格付けがされたキャラクターで、作者曰く「この作品唯一のヒール」であるとのこと。
自身が認めない相手に対しては容赦無く暴言を吐く傾向があるが、年長の家族や女の子に対しては普通に接しており、その際には言葉遣いも女性口調寄りになる。家族関係も良好で、特にダイ姉ちゃんに対しては姉思いな一面を見せ、彼女がバカにされた際は自分の事は棚に上げて怒る。偏屈で極めて人当たりの悪いおじさんも、ショー姉ちゃんだけは可愛がっていた。
16巻では怒ったシマリスくんと互角に殴り合いをして一時的に和解するが、17巻において「お姉ちゃんが来た」ではシマリスくんに対して一方的な理由による酷いいじめを行い、シマリスくんに決闘を申し込まれたが結局圧勝。条件通りシマリスくんに対して一生のこき使い（奴隷）宣言をした。「シマリスくんのおにいさん」ではアライグマくんと最終決戦と称して負ければ底なしの泥沼に沈んで死んでしまう決闘をしようとしたが、決闘を止めようとした腹違いの兄に「許して忘れるのです」と言われ、うやむやになる。以降アライグマくんとは気が合った形で和解したような描写もある。
17巻以降も24巻に描かれているパラパラマンガでシマリスくんからのプレゼントを投げ返したり、26巻でシマリスくんが枯れた湧き水を掘っている時に「手伝ってくれ」と頼まれても殴って断ったり、36巻でクモモの木のためと称して一発パンチをくらわせる等、シマリスくんに対する態度はあまり変わっていない。しかしこれらの意地悪で威圧的な態度はシマリスがやや女々しいことに対する苛立ちからも来ているようで、本気で彼を嫌っている訳ではない。一方で、アライグマくん同様にシマリスくんに突っかかられた際に笑って返したり、冷や汗を流すこともある。
29巻は最後のみの登場だったが久々に存在感を示す話が描かれている。この時点では完全に不良になっており、知り合いのほとんどは柄の悪い者達だった。しかし、身体を張ってネズミのマルメラさんを助けた過去が描かれており、その姿はシマリスくんに「少しかっこよく」見えたという。交流が薄くなってからは、自分の家族のことについて終始でたらめな事を知り合いに吹聴していたようである。
テレビアニメ版では、シマリスくんをいじめることは少ないが姉として厳しく接することもあり、原作よりはまともな性格に変更された（映画版でも、原作よりは穏やかな性格に描かれている）。また、原作3巻同様にユーモラスな行動でシマリスくんを捕まえるという一面も見せた。アライグマくんとは最初から最後までケンカする姿が描かれたが、周りからは「喧嘩するほど仲が良い」と勝手に解釈されている。第44話ではアライグマくんと協力してボーズくんのおかあさんをやっつけようとした（原作7巻にも同様のシーンがあった。原作・アニメ共に結局、失敗している）。
アニメ2作目ではアライグマくんがレギュラーキャラではなくなった影響か、彼と絡む話は1作目と比べて激減している。
ダイねえちゃん
声 - 佐々木真奈美 / ならはしみき / 折笠愛 / なし / あらいしずか
シマリスくんとショーねえちゃんの姉で、そのお兄さんの異母妹。長女。体色はオレンジ色で、顔の輪郭からはみ出す特徴的な眉をしている。現在はピッポさんと結婚して2子を儲けている。妹とは異なり、おしとやかで気品のある女性。下品な言葉を聞くと卒倒してしまうくらい繊細で、自分の吐いた痰をわざわざ泥に混ぜて泥団子にして隠すほど。ある意味、アライグマくんとショーねえちゃんの不仲の原因を作った人物である。怒るのが下手で、激怒しても全然怖がられないことが多い。だが、シマリスくんに度々厳しく説教をしたり、ピッポさんとの結婚では家族全員の反対を押し切ったりするなど、いざと言う時は強い意志を示すこともある。トラブルに直面した時、シマリスくんに相談して何か提案されると決まって「それはもうやりました」と返すやりとりがお約束。難しい言葉を使うのが好きなようで一々言葉を言い直す癖がある。シマリスくん曰く、「相手のためになることをするのを好む性格」。23巻で第1子となるマホモくんを、42巻にて第2子であるコリスちゃんを出産した。
テレビアニメ版では、原作6巻同様にショーねえちゃんとアライグマくんのケンカを止めようとすることも多く見られた。また、原作6巻同様にアライグマくんに「ウンコ」などと呼ばれたショックから気を失うこともあった。
マホモくん
ダイねえちゃんとピッポさんの間に生まれた男の子でシマリスくん・ショーねえちゃんとそのお兄さんの甥っ子。体色は肌色に近い桃色で、23巻で生を受ける。顔は丸く二重まぶたなので一部ピッポさん似。母親と一緒に笑うこと以外はしゃべることが出来ないくらい幼かったが、32巻ではシマリスくんの家に一人で遊びにくるまでに成長した。
当初はダイねえちゃんに抱っこされていたが、現在は一人で歩くことができる。趣味はかくれんぼ。
理解力に欠け、何かにつけてとにかく笑う癖があり、手のかかる一面がある。その純粋さが不本意ながら、シマリスくんとぼのぼのの喧嘩を招いてしまったことがある。マホモくん自身はシマリスくんを好いているようだが、当のシマリスくんには邪険にされている。
コリスちゃん
ダイねえちゃんとピッポさんの間の第2子。マホモくんの妹で、シマリスくん・ショーねえちゃんとそのお兄さんの姪っ子。42巻にて生を受ける。母親似であり、どことなく儚げな印象を持たせる外見である。兄同様、シマリスくんには好かれていない模様。
シマリスくんのおとうさん
声 - 関口和之 / 茶風林 / 桜井敏治 / なし / 小手川拓也
シマリスくん達の父親。体色は灰色に近い藤色（青のときもある）。常に目を閉じているように描かれるが、驚いた時やショックを受けた時など稀に目を大きく開けることがある（シマリスくんは、普段の彼が寝ているか起きているか分からなかった事がある）。表情をあまり変えないほどのマイペースで冷静な性格だが、機嫌を損ねると意味不明なことをし始める。しかしながら、その際にはアライグマくんをも恐れる威圧感を放ち、実際に怒ると怖い。
メインであるぼのぼのとアライグマくんの父親はよく登場するが、こちらはシマリスくんと別居しているせいか、初期のころは出番は少なかったが、近年では出番が徐々に増えている。アニメ第1作においては、おかあさんともども、セリフ付きの登場は一度しか登場していない。
作者には「勝手な酷い親」と紹介されている。
前述の通りバツイチで、前妻との間にシマリス姉弟の兄に当たる一人息子がいる。離婚の経緯は不明だが、少なくとも前妻との間にできた息子には特に恨まれている様子はない。
病気が悪化し、現在では妻共々シマリスくんに介護をしてもらっている。自身たちへの介護に苦悩するシマリスくんには、嫌味を言いながらも父親としての思いやりを見せていた。
シマリスくんのおかあさん
声 - 柴田由紀子 / 横尾まり / なし / なし / 重松朋
シマリスくん達の母親。体色は金色（36巻のキャラクター紹介ではピンク）。温厚な性格。当たり障りの無い普通の母親であるが、昔は夫婦で良く分からない激しい運動や体操をやるなど、結構な変人だった。現在では年老いて体が弱くなっており、シワも深くなってしまった。また、持病の風邪が悪化しており、咳き込んでいる描写が多い。
若いころの容姿はショー姉ちゃんとよく似ている。
シマリスくんのおにいさん
声 - 花江夏樹
シマリスくん達の異母兄。シマリスくんのおとうさんが前妻との間に作った一人息子で、母親と2人暮らし。17巻のみ登場。
体色は藤紫で、特徴的な口の形をしている。アライグマくん親子のイモ掘りを黙々と手伝い、アライグマくんのお父さんになぜか気に入られた。ぼのぼのに対しては「くん」付けで普通に話す一方で、異母弟のシマリスくんがアライグマくんのことを友達扱いせずに「乱暴者」と言い聞かせ、それを真に受けたため、アライグマくんに対しては「さん」付けで敬語で話す。
変わり者ではあるが、寛容な精神の持ち主で、父親の離婚問題も大して気にしていない。アライグマくんとショーねえちゃんの決闘の時に危険を冒して止めようとして発した「許して忘れるのです」という言葉はアライグマくんやショーねえちゃんに深い影響を与えた。
なお、6巻にシマリスくんの想像で「おにいさん」が登場するが、この人物とは全くの無関係。
シマリスくんのおにいさんの母
シマリスくんの父の前妻。息子と2人で暮らしている。
シマリスくんのおじいさん
シマリスくんのおとうさんの父親。何をやるにも行動が遅く、朝言った冗談を夜にようやっと笑う。「ふしゃははは」と笑う。おとうさんが子供だった頃から既に老いが見えていた。ここぞという時は機敏というが、それでも素早いとは言いがたい。今はいないことから故人らしい。
シマリスくんのおじさん★
声 - 小手川拓也
シマリスくん兄弟の親戚。登場は15巻、17巻。体色は青紫で、ダイねえちゃんと同じく顔の輪郭からはみ出す特徴的な眉をしている。
極めて偏屈かつ独り善がりな性格の持ち主で、気に入らない相手を見下したり罵倒する態度が目立つ。シマリスくんに対して「男らしくない」と言う理由で理不尽に厳しく当たる一方、ショー姉ちゃんに対してはあからさまに依怙贔屓する為、シマリスくんからは蛇蝎の如く忌み嫌われている。
落し物を拾ったぼのぼのに対してお礼一つ言わないばかりか罵倒した為、アライグマくんの怒りを買ってしまう。謝罪と感謝の礼をする様に要求されるも、意地でも謝りたくないのか頷くか倒れるかして誤魔化そうとするなどの態度で余計にアライグマくんを怒らせるばかりで、結局最後までぼのぼのに謝罪と感謝の礼をする事はなかった。
シマリスくんのおばさん
シマリスくんのおばさんである老いたリスで、ダイねえちゃんに薬を持ってきてもらっている。
ピッポさん
なし/ なし/なし/なし/黒藤結軌
ダイねえちゃんの夫でシマリスくんとショーねえちゃんの義兄、おにいさんの義弟。体色は青。二重まぶたのイケメンだが、本性は傲慢かつ身勝手そのもの。ダイ姉ちゃんの前では好青年として振る舞う一方、その弟であるシマリスくんに対して威張り散らし、あからさまに見下している。一方、父親には敬語口調で頭が上がらない。
昔から素行が悪かったらしく、シマリスくんのみならず、ダイねえちゃんの家族全員に結婚を反対されていた。自分の父親にも自分の厳しい躾から逃げたいだけという理由で猛反対されたが（ダイねえちゃんとビッポさんを引き離す為のシマリスくんの方便であるが）、ダイねえちゃんのサポートでなんとか結婚にこぎつけた。しかしマホモくんが生まれてしばらく後に、育児を放棄しているとダイねえちゃんに咎められたことで、夫婦喧嘩をしたため本気で離婚を考えたが、未だに仲の良くないシマリスくんが大喜びしたために、逆に家族と仲直りした。しかし、父親との和解後も第2子を妊娠している妻をよそに不倫をしている様子をシマリスくんに見られるなど素行は改善されておらず、依然として夫婦関係には不安を残す状態となっている。
ピッポさんのお父さん
ダイ姉ちゃんの義父。かなりの堅物で怒りっぽく、何事にも厳しく接する性格だが、息子とは対照的にシマリスくんの事は気に入っている様子であり、彼とは前からの仲の良い知り合いらしい。
ビッポさんの結婚の目的を知った際には激怒し猛反対し、ダイ姉ちゃんの説得で渋々結婚を認めたものの、それから暫くは一切口を聞こうとしなかった。しかし、マホモくんが生まれると初めての孫ができたと喜び、ようやく和解に至った。
常識人として扱われているものの、息子に対して脅すように接したり、その時の様子を見ていたアライグマくんが憤りを露わにするなど、必ずしも真っ当とは言い切れない部分がある。
20巻のカラーページでの体色は茶色だったが、23巻のキャラクター紹介では息子と同じ青色の体色に変更されている。
ジロッキさん
声 - 粟津貴嗣
シマリスくん一家の知り合いであるリス。根っからの悪人ではないものの、口は悪く柄の悪い友達がたくさんいる。胸の毛が黒いのが特徴で、シマリスくん達からは「胸毛」と言われてしまう。ショーねえちゃんのことを「ショー」と呼ぶ。シマリスくん、ぼのぼのと一緒に行方不明になったショーねえちゃんを探す。

### アライグマくん
アライグマくんの家族には父と母がいる。大木に住んでおり、玄関の穴の中には藁が敷いており、その中に食料や罠などの仕掛けのスイッチとなる木の枝があり、それを引っぱると岩や木の枝が飛び出し、食料はそのスイッチを踏みつけると飛び出し、食べた後の生ゴミを藁の中心に集めて踏みつけて外に捨てる仕組みにもなっている。また、仕掛けは外にもあり、蔓が一本ある。クズリのオヤジによれば、蔓を引っ張った際に落ちてきた物によって、在宅か留守かが判断できるらしい（スナドリネコさんは「どんな仕掛けだよ」と突っ込んでいた）。
アライグマくんのおとうさん
声 - 大塚周夫 / 梅津秀行 / 中嶋聡彦 / 立川談志 / 粟津貴嗣→岡田雄樹
アライグマくんの父で、息子以上に短気で喧嘩っ早く、息子のアライグマくんが捻くれて育った原因である。体色は茶褐色で、いつも眉間にシワを寄せ、イライラしている。世の中のあらゆるものが嫌いと豪語するが、アナグマくんのお父さんやヒグマの大将とは古い馴染なのか親しい様子。逆にスナドリネコさんをものすごく嫌っている（ただし、後述のようにアニメではそうでもない）。
気に食わないものは何でも殴る。特に息子のアライグマくんが一番犠牲になっており、難癖を付けてはぶっ飛ばしている。この息子に対する殴る蹴るなどの暴行を「面倒を見る」ことと称している。反面、他人の子供には基本的に優しい。曲がっているとはいえある程度ちゃんとした大人で、暴力的だがたまに的を射た発言や行動もとる。また、作中でも石で刀を2本作るなど、手先が器用な描写もある。
妻とは別居状態。若い頃に妻やまだ小さかったアライグマくんをほったらかしにしていろんなところに出かけてばかりいたのが原因で妻を怒らせたというより、外に出るのが楽しそうな夫を見て「私も外に出たい」という妻の希望をあっさり承諾したがゆえに帰ってこなくなったというのが正確なところで、特に夫婦仲が悪いというわけでもない。アニメでは、育児に苦労している彼女に対して「育児はオレが引き受けるから、旅でもしてこい」と自ら外の世界に出ることを勧めており、原作に比べると夫婦仲はかなりよく描かれている。しかし、原作42巻において完全に決別する事となる。
原作では巻を重ねるごとに性格が丸くなってきており、息子に突っ込まれて冷や汗を流すこともある。
大人のキャラからは「アライグマ」と呼ばれ、アライグマくんが「アライグマの息子」と呼ばれることもあるが、基本的に「アライグマの親父」と言われている。背格好はソックリだが、アライグマくんよりも目付きが悪く鋭い。29巻で妻に続いて息子も旅に出てしまい、しばらくは父親キャラにして、一人暮らししていた時期もあった。
何かと厳しいが、息子のことを本気で嫌っているということはないようで、息子の旅立ちに際して何かと面倒を見たり、息子が旅から帰ってくるのを察知して好物を用意するなど、むしろ親として俗っぽい一面もある。また、息子も彼のいないところでは父を尊敬しているような発言をしたこともあり、何だかんだで親子仲は良かったりする。
テレビアニメ版1作目では息子に対して原作以上に横暴な態度が目立っており、アニメ版で大人しくなったショー姉ちゃんとは対照的である。その一方で、スナドリネコさんを嫌っている描写は描かれず（ただし、第6話「オナラがプープーぷーッ」で「スナドリネコめ、余計なことを教えやがって…」と不機嫌になるシーンがある）、第20話でぼのぼのがホタルの森で迷子になった件で、自分の息子を叱りつけた際に、スナドリネコさんに宥められて、叱るのをやめ（その時の会話では互いに敬語を使っていた）、その後、スナドリネコさんたちと一緒にぼのぼのを探しにいき、第22話では性格が変わってしまったアライグマくんに動揺したことから、スナドリネコさんに「夢と現実を区別する方法」を相談しに行った（しかし最後は彼自身の性格が変わってしまった）。
テレビアニメ版2作目では自身は登場するのに息子は登場しない、というエピソードが稀にある。主要キャラの親キャラでは珍しい扱いとも言える。
アライグマくんのおかあさん
声 - なし / 潘恵子 / 折笠愛 / なし / 重松朋
アライグマくんの母。旅をしており8巻で初登場。体色は橙色で、「あー、おかしい」と変な感じに笑う。変な歌も歌う。ヤマビーバーくんのする変な顔をおもしろいと感じる、変わった感性を持つ性格（ただし、夫が作った家の仕掛けには「こんなことばかりして…」と呆れている）。
アライグマくんは母親とあまり接したことがなく、彼女に対して敬語で話す。また、母のほうもアライグマくんを「おチビちゃん」と呼ぶ。アライグマくんは彼女との再会の会話で「顔が父親に似てきた」「母親が旅に出るきっかけとなった話」を聞かされたときには激しく動揺していた。そこから再び旅に出るときに夫から「オレも（息子の）面倒見んの飽きたから、今度は早く帰って来いよ」と言われ、約束した。
42巻で再登場するが、ヤギの男との不倫関係が明らかになる。この頃には既に夫に愛想を尽かし、それを良く思わない息子に対しても当たり散らすようになる。
原作版とアニメ版では夫婦関係が全く異なるが、どちらにしても嫌っているわけではない描写がある。アライグマくんも原作とアニメでは彼女が戻ってきた際の反応が異なっている。

### クズリくん
クズリくんのおとうさん
声 - 熊倉一雄 / 田の中勇 / 龍田直樹 / 長島雄一 / 伊東孝明→中野健治（402話 - ）
クズリくんの父親。森の賢者にして「策略家」と言われる人。体色は灰色で、手足と尻尾、背中の模様、鼻の頭は息子と同じ黒。父親キャラながらぼのぼのではよく登場するメインキャラクター。ぼのぼののお父さん同様妻は登場しない。
人の思考や行動を読んだ上で行動するのが得意で、その辺が策略家呼ばわりされる所以。ヒグマの大将とは舎弟のような関係であり、彼や彼の家族・知人に対しては丁寧な言葉遣いをする。スナドリネコとも知己であり本人は表面的には親しげに振舞おうとするが、本人が大将を贔屓することが多いためか基本的には折り合いが悪く、最近ではうるさいからと無視されてしまっている。
一人称は「私」だが、最近では「オレ」と言うこともある。
物知りなのでよく物事を聞かれるものの、いい加減なホラを吹くことも多い。だが、風邪や父親の腹痛等、ぼのぼのの深刻な悩みに対しては的確なアドバイスをした。
飄々とした冷静な人物かと思えば大真面目に奇天烈な言動をする、作者曰く｢痙攣的な性格｣の持ち主であり、大人なのに子供のようなことばかりするのでよく他人に呆れられる。
コミックス15巻を過ぎたあたりからダメな大人として描かれるようになり、策略家としての一面を見せることがなくなって「ヘンな奴」になった。特にアライグマくんには、こちらが年上にもかかわらず「お前」呼ばわりされて見下され、頻繁に殴られる。大人からは「クズリ」「クズリのオヤジ」と呼ばれ、クズリくんが「クズリの息子」と呼ばれることもある。
そういった大人げない振る舞いのせいか、実は結構な人数に恨みを買っていることが判明しており、友達や知り合いを訪ねるとよくボコボコにされる（本人曰く「大人の世界にはいろいろある」とのことだが、アライグマくんからは「お前が嫌われているだけ」と一蹴された）。
この作品では珍しく、作中で狩りの仕方を見せたことがある。その方法は、鳥を餌で釣った後投網で捕獲、「鳥おどし」と呼んでいる火薬で気絶させてから捕獲、体中に葉っぱを接着し、怪物に変装して鳥の群れを襲い、生け贄を差し出させるなど、非常に知能的。
若い頃は無理をしまくっていたが、最近は年を取ることを悩んでおり、食欲不振やハゲに苦むなど奔走している。

### ヒグマの大将
コヒグマくん
声 - 熊谷真弓 / 石津彩 / 三浦雅子 / なし / 重松朋
ヒグマの大将とヒグマさんの息子。体色は紅色。両親から「ボー」と呼ばれているが、ぼのぼの達からは「コヒグマくん」と呼ばれている。
両親に対してはそれぞれ「おとさん」「おかさん」と呼んでいる。
初期はなんでもすぐに真似したがっていたが、頻度は減った。しかし、相変わらず警戒されている。
ぼのぼの達と比べると話し方などがまだ幼いが、自分の主張ははっきりと言える。また、父の影響か一人称は「オレ」。2巻ではぼのぼのに魚の捕り方を教えた。
足が父よりも速い。以前から比べてのかなりの成長ぶりに、山から下りてきた父である大将を度々号泣させた。
ヒグマさん
声 - 佐々木優子 / 萩森侚子 / ならはしみき / なし / あらいしずか
コヒグマくんの母親。体色は薄い茶色で、1、2巻ではぼのぼのを見ると「かわいいー！」と突然騒ぎ出して抱きしめるなどのトラブルメーカーだったが、現在は普通の母親になっている。一人称は「アチシ」。原作ではスナドリネコさんの紹介でぼのぼのと知り合っているが、アニメ版ではぼのぼののお父さんと幼馴染で、ぼのぼのとも元から知り合いであり、またヒグマの大将との絡みもなかった。21巻を最後にほとんど登場していない。ヒグマの大将との離婚後、スナドリネコさんによくヘルプしてもらっていた。離婚した大将となぜかよく会い、別段喧嘩するわけでもなくしれっとしていたが、大将が森に戻った際に復縁したのか、ともに暮らしている。

### フェネックギツネくん（フェネギー）
フェネックギツネくんのおとうさん
声 - 藤田興宣 / キートン山田 / 龍田直樹 / なし / 小手川拓也
フェネギーの父親。「けらら」と笑う。耳と尻尾の形と色が微妙に違うことを除いては、息子と姿がよく似ており、性格も似ている。耳の色は藤色だが、ただ、初期のカラーイラストや映像化作品では薄紫色の体色で、息子と区別がしやすかった。
踊るのが好き。アニメ版では作り話も好きである。話を横道にそらす傾向があり、よく息子に突っ込まれている。大人からはフェネックと呼ばれる。23巻にて住んでいる場所の景色に何も感じなくなったことを理由に別の場所に引っ越し、それ以降登場していなかったが、37巻で一度帰郷、再登場した。
フェネックギツネくんのおかあさん
声 - 重松朋
フェネギーくんの母親。体色は肌色に近い桜色。二人と比べると少し大柄。
結婚前はかなりの美人だったが、フェネギーを出産後、産後の肥立ちで体形がかなり変わってしまった。23巻で夫と一緒に引っ越し、しばらく登場していなかったが、37巻で夫と一緒に一時的に帰郷した。
映像作品ではテレビアニメ第2作にて登場。

### アナグマくん
アナグマくんのおとうさん
声 - なし / なし / なし / なし / 小手川拓也
アナグマくんの父親。作中では登場回数が少なく、影の薄い普通の父親だが、天然ボケなうえ物忘れもある。
また息子と同様人を食った性格で、彼もまたあまり表情が変わらずしれっとしている。嘘をついたことがあまりないらしく、どうでもいいことで嘘をついた後で、当人にその嘘をバラすなどズレた行動もとる。
親子関係は仲が悪いわけでもなければ良いわけでもなく、アライグマくんに「お前の家庭はどうなってんだよ！」と突っ込まれた。
アライグマくんのおとうさん、クズリのオヤジ、ヒグマの大将と親しい。妻も一回だけ登場。

### ボーズくん
ビーバーさん
声 - なし / 安西正弘 / 結城比呂 /なし / 黒藤結軌
ボーズくんのおとうさん。体色は灰色で、いつも朗らかでニコニコしている。何か危険が迫ると警戒警報を発令して妻を呼ぶ。
ダムを作るのが得意で、子供達によく見せたがる妻の足払いを他人が食らっているのを見ると「ワタシが通ってきた道」と達観する。
ボーズくんのおかあさん
声 - なし / 水原リン / 津賀有子 / なし / 重松朋
ボーズくんの母親。体色はえんじ色で、夫と子供とは違ってかなり大柄で、かかあ天下の典型である一方、包容力もある。作者の理想の女性像らしい。
強烈な足払いが得意技で、夫のビーバーさんやアライグマくんに所かまわず放つ。また、アライグマ君が対抗できない相手でもある。強化版に「時間差足払い」「時間差双方向足払い」がある。
6巻にてアライグマくんとショーねえちゃんにやられる寸前だったシマリスくんを間一髪で助ける。

### スカーフェイス
シャチの長老
声 - 茶風林
スカーフェイスの住む海でのシャチのリーダー。大暴れする「そいつシャチ」に注意をしようとして何度も返り討ちに遭い、その時にできた傷が原因で「眠り病」という病気になってしまう。それ以降、何も話さなくなったり、いきなり沈む度に「死んでしまった」と勘違いされるようになる。
海に浮いているだけで辛いのか話をするときは岩場に上がる。関西弁訛りがある。そいつシャチを倒したことを称え、ぼのぼののお父さんのことは「キングオブラッコ」と呼んでいる。30巻において老衰で死去する。
メスのシャチ
スカーフェイスの恋人。
作中で描かれる姿はぼのぼのが想像する姿であり実際の姿は一切不明。
「そいつシャチ」という悪者に襲われ、死亡した。

### キネちゃん
キネちゃんのお母さん
アライグマくんがぼのぼのと共に探していた、綺麗な石の持ち主。最終的にキネちゃんのお父さんと復縁し、ぼのぼのが持っていた石も返される。

### ポポスくん
ポポスくんのおとうさん
ポポスくんの父親。ポポスくんに面白いからと先述の長すぎる名前をつけたり、ハチの巣を顔に押し付けたりするなどかなり変なウサギ。ダムダム草というものすごくまずい草が大好物。

### レリちゃん
スレイさん
声 - 小手川拓也
ぼのぼののお父さんの古い友達でレリちゃんの父親。ぼのぼの親子と同じラッコ。ぼのぼの親子の住む岩場に遊びにやってくる。眉毛が太い。ぼのぼののお父さんからは「くん」付けで呼ばれている。
レリちゃんよりも先んじて初登場し、再登場時に娘のレリちゃんを連れてぼのぼの親子に紹介した。

## 主要人物のファミリー・親戚の友人
モドリウサギ
声 - 小手川拓也

イノシシさん
声 - 粟津貴嗣

### 漫画版のみ登場した主要人物のファミリー・親戚の友人
アソビちゃん
ショーねえちゃんの友達。常に顔がこちらを向いていて、目だけが動くリス。名前の通り遊ぶのが大好きで、体色は桃色で、ショーちゃんがシマリスの友達として連れてきたがソリが合わず、結局知り合い程度になってしまった。ぼのぼののお父さんとは意気投合している。
キュピーちゃん
ショーねえちゃんの友達であるリス。名前の通り話すときは常に「～キュピー」と付けて話す上、相手も語尾に「キュピー」と付けて話をしないといけないという変なルールを持つキャラ。
チンチョン
コヒグマくんの友達。ジョボくんとそっくりのキャラだが、詳細は不明。
ガーくん★
フェネックギツネくんのおとうさんの昔の友達。体色はベージュ。おとうさんによる（みんなが嫌がる）背中のかきっこに唯一付き合ってくれた。
クズリくんのお父さんの昔のともだち
久しぶりにクズリのオヤジが会う約束をしたキャラ。スッシくんのことをクズリのオヤジに任せるために、シマリスくんが代わりに談笑しようとしていたが、クズリのオヤジに止められ、その後クズリのオヤジともども逃げられる。
ミミトさん★
ショーねえちゃんの友達であるネズミだが、気性は荒く、ガラが悪い。体色は薄い灰色いつも自分の家の屋根の上で飛び跳ねるジロッキさんに腹を立てている。
グラペロスさん
ショーねえちゃんの友達であるリスでこのキャラもガラが悪い。ジロッキさんと口喧嘩のような会話をするが、口が悪いだけで言っていることはとても協力的で、良い奴である。
ゲロスさん
ジロッキさん曰く、ショーねえちゃんの友達の中でも本当にヤバイと称される人。不気味な大きな塔のような家に住んでおり、結局怖気づいて引き返したためどんな動物かは不明。
ゴルザベスくん★
ショーねえちゃんの知り合いと思われる。体色は黄土色に近い黄色だが、リスではない。ほとんど話をしない。
モルセーくん
ショーねえちゃんの知り合いと思われるリス。危険な場所に住んでいるが、なぜそんな場所に住むのかは不明。

## 主要人物のペット
ウマちゃん
アライグマくんがペットとして飼っている虫。いろいろな芸を仕込まれていたが、突如としていなくなってしまう。
キロキロムシ
ぼのぼのが自分のペットになったらいいなと思っている虫。いろいろ変わった行動を取るのでぼのぼの達から観察されている。
ゴモクムシ

ケラちゃん
声 - 瀧本富士子
アニメ版第41話のみに登場する。初めはアライグマくんのペットだったが、予知能力のみについたぼのぼのが「アライグマくんは明日僕にピカピカの黒い石をくれる。シマリスくんにはオケラちゃんをくれる」といったため、シマリスくんのペットになった。
飼い主が「オ～ケラオケラ～○○のチンチンどのくらい？」と言いながらダンスを踊ると「グイ～ン」と言う。

## ゲスト・脇役
そいつシャチ
突然スカーフェイスの住む海にやってきた凶悪なシャチ。メスのシャチと同様、作中で描かれる姿はぼのぼのが想像する姿であり実際の姿は一切不明であるものの、長老曰くものすごく恐ろしい顔をしていたらしい。岩場や漁場を荒らしたり、他のシャチに暴力を振るったりと大暴れをする。
スカーフェイスの恋人であるメスのシャチを殺したことにより復讐に燃えるスカーフェイスと死闘をする事となる。圧倒的有利に戦いを進める最中、突然割って入ったぼのぼののお父さんに挑発されたため、彼に対して激怒し何度も張り飛ばす。しかし、ボロボロになったぼのぼののお父さんが口の中に入ってきてしまったため窒息、敗死した。
カシラ
声 - なし / 石井康嗣 / なし / なし / 粟津貴嗣
ヤクザ風の少しガラの悪いかなり短気なクマ。体色は紫に近い青紫。ゴンゾを側近として従えている。ヒグマの大将やスナドリネコさんと対立する。大将に「チビ」と言われるほど小柄であるが、腕っ節は強い。自分の縄張りに勝手に住み着いた上に態度がでかいという理由でヒグマの大将を敵視し手下を使い大怪我を負わせたが、その時に大将を助けに来たスナドリネコさんと戦う。
最初はゴンゾの他に二人の手下を連れていたが、1人がヒグマの大将に大怪我を負わせた以外では、スナドリネコさんに負けたり、カシラの話を理解しないなど、足手纏いに等しい存在であった。。しばらく後にスナドリネコさんの過去を探った上で手下にしようとしてゴンゾと共に森や海でいろいろ大暴れをするが、クズリのオヤジに翻弄されてしまい明確な決着をつけないまま最後はあっさりと帰ってしまう。
アニメ版第1作目ではヒグマの大将と同じぐらいの体格であり（但し、初代エンディングの集合シーンでは原作と同じ体格で描かれている）、森で一番強い奴と戦うためにやってきたチンピラという設定になっている。森で1番というクズリくんのおとうさんと戦い、その時にゴンゾがカシラの両足を掴み、ゴンゾが体を回転させてカシラを武器にする合体技「カシラタイフーン」を放つ。ところが、クズリくんのおとうさんの身長が低すぎた為に「カシラタイフーン」が当たらず、そのままクズリくんのおとうさんの後ろにあった岩にゴンゾがカシラの頭を当ててしまう結果になり自滅した。この自滅に関してはクズリくんのおとうさんに対し「俺はお前に負けたんじゃなくお前の策略に負けたんだ」と誤魔化して敗北を認め、ゴンゾ共々去って行った。しかし最終的には、クズリくんのおとうさんが家に帰ろうとした際にクズリくんのおとうさんがアライグマくんの足に躓き転んだ事から、その場でぼのぼのとシマリスくんの話を聞き「森で一番強いのはアライグマくん」だと確信して合体技「カシラタイフーン」で今度はアライグマ君を追い掛け回した。この時のアライグマ君は泣きながら「わー!一番なんて、大っ嫌いだー!」と叫んで逃げ出した。
ゴンゾ
声 - なし / 石井康嗣 / なし / なし / 高野慎平
カシラの手下の一人で、大柄なクマ。体色は青紫。天然ボケな熊でよくカシラにつっこまれるが、カシラに取っては良き相棒。後ろ姿で描かれることが多く、正面から書かれても、顔だけは上手く隠されている。
原作ではめったに言葉を発しないが、カシラに対しては耳元で喋る。
カシラの手下たち
カシラが当初、ゴンゾの他に連れていた2人のクマ。お世辞でも有能とは言えず、1人はカシラの話を理解しないために頻繁に蹴られ、もう1人の細目のクマはスナドリネコさんに手こずった挙句に「命をかける」という発言を軽々しくしたためにカシラの逆鱗に触れ、気絶させられた。細目のクマはヒグマの大将を崖から落とす活躍をするも、その事で大将に報復されているらしい事がカシラから語られている。
オオサンショウウオさん
声 - なし / 上田敏也 / 茶風林 / なし
俳句をよく詠むオオサンショウウオのじいさん。イボがたくさんあり、体色は灰色。5巻のキャラクター紹介曰く愚かなことを大概知っており、絶対にやらないらしい。そのために孤独らしいが、人によく説教をする実社会によくいそうな老人。
カエルくん
声 - なし / 上田敏也 / なし / なし / 雄賀多あや

トド
声 - なし / 小杉十郎太 / なし / なし / 粟津貴嗣
入り江でぼのぼのの別の貝を探していたぼのぼの達を襲うもスナドリネコさんが石を投げたことにより逃げ去った。
イタチのおっさん
声 - 伊東孝明
なんでもスパッと切る名人らしい。アライグマくんに自分の尻尾を切ってくれと頼まれるが、くしゃみで切ろうとしたため、切れるはずも無くアライグマくんを怒らせて蹴飛ばされてしまう。しかし、その後笑いながら起き上がっていた。
夏屋さん
声 - 粟津貴嗣
ぼのぼのが出逢う夏の物なら何でもあるというイノシシ。夏だなあと思うときは嬉しくなって走り出す。
マルメラさん
声 - 黒藤結軌
ショーねえちゃんの子分であるネズミ。小さい頃に親に捨てられたところをショーねえちゃんに気にかけられたのが最初の出会いで、後に他のネズミにイジメを受けていたところを再度助けられたため、恩義を感じて彼女の子分になったという。いつも棒のようなものに掴まっている。ショーねえちゃんのことを「ショーねえさん」と呼び、敬語で話す。シマリスくんに関してでたらめな事を聞かされていて、シマリスくんを激怒させている。
リスさん
声 - 不明
2期の55話登場。
しまっちゃうおじさん
声 - なし / 飛田展男 / 中嶋聡彦 / なし / 黒藤結軌
ぼのぼのの空想上の人物。TVアニメ（1作目）では14話で初登場する。体色は薄い赤色（ゲーム版では黄色）で、スナドリネコさんと同じ体型。悪いことをした子供を次々にしまってしまうという、子供に対する戒めのような存在だが、誰が言ったわけでもなく、ただぼのぼのが勝手に想像して作っているだけである。神出鬼没で場所を問わずぼのぼの達をしまいにくる。
原作ではぼのぼのの思考の成長に合わせて登場頻度が減った一方、テレビアニメ第1作では頻繁に登場しており、一部の回では複数人数でぼのぼのの想像の中に登場する。さらに、1997年1月2日にテレビ東京で放送された総集編「お正月だよ ぼのぼのワールド」では、エンディング前のおまけコーナーとして37話のコーラス隊の部分だけが放送され、それを見た総集編の案内役であるぼのぼのが怖がる演出もあった。
また、TVアニメ（1作目）の第2話では、亜種として寝相の悪い子を巨大な岩で生き埋めにする「うめちゃうおじさん」が登場している。
その人気の高さから2007年にDVD化された際は、彼を題材とした絵本「しまっちゃうおじさんのこと」が特典として付属し、後に一般販売された。2020年には、ぼのぼのがしまっちゃうおじさんを誕生させたきっかけを描いた漫画「ぼのちゃんとしまっちゃうおじさん」も刊行されている。また、彼が登場する回のみをまとめたDVDも発売された。さらに、2021年3月にはしまっちゃうおじさんを主題とした期間限定のストアも開かれた。
原作者のいがらしは、ある人物から「いろいろ考えすぎると幸せを逃してしまう」という言葉をかけられたことが、しまっちゃうおじさんを作中に登場させるヒントになったと朝日新聞社の吉野太一郎とのインタビューの中で話しており、怖い考えを止める存在でもあると話している。また、古知屋ジュンによる別のインタビューではサンタクロースのように「皆がいると思えば、いることになる」存在だとしている。
一方、テレビアニメ版ではなまはげのような位置づけで描かれており、いがらしはその理由として「アニメの最初の打ち合わせの時に『原作は忘れてください』という話をしたんですが、それでああいうキャラになってしまったんだと思います。」と推測しており、原作とは異なる世界観を出せたとして肯定的に受け止めている。

### 漫画版のみ登場したゲスト・脇役
子持ちリスさん
その名の通り子守りをしているリス。どこか人を食ったような、それでいてマイペースなところがあり、性格はアナグマくんに近いが、面倒見が良い。子供の顔はまったく書かれていない。アライグマくんとショーねえちゃんの2人を一撃でのしてしまうほどの身体能力と素早さがある。
彼と物知りリスさんの登場回はアニメ化されているが、2人共にアニメには未登場。
物知りリスさん
子持ちリスさんの知り合いである老いたリス。耳で様々なことを検索できる。耳を引っ張ると壊れるらしい。ボーズくんとキツネくんをシマリスくんの家へ案内してくれたが、シマリスくんは不在だった上に家から胡桃を盗もうとしていたショー姉ちゃんと鉢合わせ、直後に彼女と敵対関係にあるアライグマくんが現れた事で大喧嘩を初めてしまい、思わぬトラブルの巻き添えを食う格好となった。非常に几帳面で、目標と少しでもズレた場所に出ると悔しがる。
テンの母親
テン助の妻。変人な夫には勿体無いほど健気な母親であり、その健気さはヒグマの大将とクズリの親父を号泣させた。
チロちゃん
病弱なテンの子供。21巻では元気な様子を見せ、父に抱き上げられ嬉しそうな顔をしていた。
音虫★
卵を産むときにものすごい音を立てる虫で、「うるさいから」と迫害され、絶滅寸前である。顔に傷がある柄の悪いリスの男が音虫を守っているらしい（本人は「ただ音虫が好きなだけ」と言っているが）。
旅人
様々なところを旅しているイノシシ。珍しいものをいろいろと集めている。同じイノシシの旅人だが、シシーくん（後述）とは無関係である。
リスのおじいさん
ぼのぼのとシマリスくんが出逢う年老いたリス。なぜか一緒に遊ぶことになる。息子家族にかなり嫌われていたが、シマリスくんが息子家族になぜ嫌うのかを聞くなどの助けで、最後は和解。
ミンナ虫★
アライグマくんの大好物の虫らしい。増えすぎる時もあればほとんどいなくなる時もある。
テルゾーさん
シマリスくんの知り合いらしいおじいさんリス。シマリスくんによると、彼の考えていることだけは誰にもわからないという。
フェネッチさん
メスのフェネックギツネ。フェネギーくんに告白されるが断ってしまう。
ピオホくん★
岩山に住むヤマネコ。スナドリネコさんをそのまま小さくしたような姿をしている。常に怒りに満ちた表情をしているが、作者曰く「ほんとはお人好しのタイプ」。自分の住む岩山を荒らしたとしてアライグマくんに大怪我を負わせる。しかし真犯人はアライグマくんのお父さんだった。ぼのぼのにも暴力を振るった唯一のゲストキャラ。
ハビエルさん★
捨てられたものが好きでゴミの山を管理しているキャラ。出っ歯。持ってきたゴミを頭にぶちまけてもらったりゴミの山の頂上から突き落としてもらうなどゴミへの愛は誰にも負けない。
モヘヤじいさん★
みんなに物をもらって生きている世捨人。プレゼントがどんなものであっても「ありがとよ」と無表情で受け取るだけである。
ポイプさん★
ぼのぼのとアライグマくんが調べている謎の物体「丸雲」に詳しいとクズリのオヤジが紹介したキャラ。丸雲が生まれるとされる場所に案内することはできたが、丸雲の謎を解くことは出来なかった。天然すぎる性格がゆえにアライグマくんを怒らせてはどつかれた。
カマチョ先生★
ヒグマの大将が山にこもったときに出逢った人生の師。ムササビ。よくどこからか落ちてくるらしく、見かけた時はもう落ちているときもある。ご飯を食べるのが面倒くさいというクズリのオヤジにお腹が空くまで沼でナゴ捕りをさせた。ヒグマの大将が唯一敬語で話す人物。
スッシくん★
シマリスくんの家の前で倒れていたリス。記憶喪失のようだったが、実は友達を作るための演技だった。タヌキの男（どうも彼の知り合いらしい）が警告したのにもかかわらずシマリスくんは見事引っかかってしまい、なかば強引に友達になってしまうが、それ以降登場していない。
コレッキオくん
声 - あらいしずか
ぼのぼのとシマリスくんが出逢うモグラ。シマリスくんを地中に呼んで穴掘りを体験させたり、アライグマくんも加えて鍾乳洞に案内したりした。地上が苦手。アライグマくんには君付けであり、敬語で話す。
アッビアくん
ぼのぼのが「川がどうして流れているのか」を調べている時に出逢ったカワウソ。自分で作った川車で遊んでいる。ぼのぼのの疑問に付き合うことになるものの、ぼのぼののくだらない言動に腹を立てて怒鳴ってしまう。しかし最後は丸く収まった。
カマヘラさん
ぼのぼのの知り合いらしいおじいさん。驚いてしまうほど、ヘソが異様に大きい。
グラーグさん
シマリスくんの知り合い。とてつもない大声を出す事が出来、シマリスくん曰く2キロ先まで聞こえてしまうという（というより、2キロ先でやっと聞こえるといった感じである）。
ボージャンさん
ぼのぼの、クズリくん、アライグマくんが“何でも綺麗になってしまう泉”を見に来た際に知り合ったおじいさん。枯れてしまっていたその泉にぼのぼの達と一緒に水を溜めたり、ぼのぼのの疑問に答えたりする。
ガマーラさん
30巻に登場する、シャチの長老様とは古い友人というカメのおじいさん。長老様が亡くなったと聞いて駆け付け、長老様の“海流葬”につき合わせてくれとスカーさんに頼み込んで最初は断られるものの、ぼのぼののお父さんの一言もあり、ぼのぼの親子と共に葬儀に参列することが出来た。
チゲくん
ウサギ。釣り目。純粋な性格の一方まだ幼い事もあって、すぐ泣く所がある。タマゴに興味を持ち、ぼのぼのやトゥブおじさんの協力の元、ヘビが産まれた。しかし、健闘空しく、孵った蛇はすぐに死んでしまった（その蛇の死体はアライグマくんが捕食した）。蛇の幼生が死んだときには、号泣して罪悪感に苛まれていた。ブデくんは兄だが、作者のミスで一度だけ彼が「ブデ」と呼ばれるシーンがあった。
ブデくん
チゲくんの兄。垂れ目。弟とは異なり、礼儀正しく律儀で控えめな性格。ぼのぼのやおじさんと共に、弟のタマゴの孵化を手伝う。作者のミスで、チゲくんを呼ぶ際、自分の名前で呼んでいた。ぼのぼのの事は前から知っていたらしい。
トゥブおじさん
ブデくんとチゲくんのおじさん。顔はチゲくん似で、眉毛が大きい。2人の甥とぼのぼのにタマゴに関する知識を教えた。
ベーヤン
「ウポポ族」という民族と繋がりがあるというアライグマくんの知り合い。シャチの長老と同じく、関西弁を話す。材料の調達を条件に、「ウポポ汁」という食べ物をご馳走した。調理工程を見られる事を極端に嫌う（結局は無理矢理入られてしまうが）。調理工程を見せないのは本人曰く「ウポポ族から秘密にしろと言われているから」だという。アライグマくんはウポポ族の存在自体を端から信じておらず、彼から「ウポポ族なんてお前が考えただけ」と言われてしまう（それでもベーヤン自身は「ウポポ族の伝説は本当」と主張していたが、明らかに狼狽えていた）。

## 映画・アニメ版のみ登場する人物

### TVアニメ版
コクジラくん
声 - 石津彩
アニメ版オリジナルキャラの泣き虫のクジラ。海で遊んでいて、いつの間にか川に迷い込んでしまった。
ぼのぼのたちに家まで送ってもらうが滝の上で動けなくなり、ビーバーさん一家に助けられる。
最後にお母さんと再会し、家に帰って行った。その反対に今度はぼのぼの親子が迷子になる羽目になった。
コクジラくんのおかあさん
声 - 真柴摩利
コクジラくんの母親。ぼのぼののお父さんに送ってもらった。
ちびすけ
声 - 瀧本富士子
TVアニメ版のオリジナルキャラ。カラフルな大型の鳥の子供。オスかメスか不明。40話で登場し、森で親鳥に卵を産み捨てられ、ぼのぼのに卵のまま拾われ、孵った後そのままぼのぼのに育てられる。実質ぼのぼのの息子に当たる。成長した後、アライグマくんの助言で、仲間の元に戻るため、ぼのぼのと飛ぶ練習をするが、すぐには飛べなかった。しかしシマリスくんの提案により、アライグマくんのキックで崖に落され、この際一緒に落ちてしまったぼのぼのを助けるため、飛ぶことができるようになった。最後は仲間の元に戻り、育ての親ぼのぼのに別れを告げた。
ラビにいちゃん、チィラビちゃん
声 - 檜山修之、荒木香恵
TVアニメ版のオリジナルキャラ。最初はぼのぼの達に警戒心を持っていたが、妹の病気の看病をぼのぼの達が手伝って意気投合している。しかし、二人は冬でしか暮らせないユキウサギであるため春が近づいた森から去らなくてはならなかった。ぼのぼのには珍しい感動作品の主要キャラ。
ミンミン、ナンナン
声 - 矢島晶子、遊佐浩二
TVアニメ版のオリジナルキャラ。アライグマのカップル。森にやってきたミンミンにアライグマくんが一目惚れし、いろいろ尽くすが、結果的にナンナンというアライグマの彼氏がいることが判明し、アライグマくんの恋は散った。
後に原作でも2人の登場回と同名のエピソードが登場するが、共通点は恋の相手がメスのアライグマであることぐらいで、恋の相手も「モンちゃん」という別人で彼氏持ちでもないなど、展開は全く異なっている。

### 映画版
ジャコウウシ
映画版第1作目に登場する。年に一度ぼのぼの達が住む森をただ通るだけの牛。あまりの巨体から森の皆から恐れられつつ、見てみたいという興味の対象にもなっている。森を通る度に必ず森の誰かが「変わる」らしい。無言で常に微笑んだような表情で歩き続けており、ヒグマの大将を目前にしても歩みを止めなかったが、映画のエンディングでぼのぼのの父を見かけた時には一時的に歩みを止め挨拶するように鳴く場面が見られた。
ポポくん
声 - 小桜エツ子
映画版第2作目に登場するフェレット。母親を亡くし、父親がヤクザだったため友達がしばらくいなかった。小さい頃アライグマくんと係わり合いがあったらしい。最愛する父親（ポポくんのおとうさん）曰く、「誰かがおまえを迎えにくる」という言葉を信じ、クモモの木で待っていた。アニメ第2作にも、設定を変更したうえで登場している。
ポポくんのおとうさん
声 - 菅原正志
映画版第2作目に登場する。妻に先立たれており、顔に傷がある。ヤクザだが根は優しいようで、ポポくんの友達になってくれたぼのぼのに感謝していた。息子以外は愛していなかったらしく、その反動で森の皆から嫌われていた。
しかし後に昔の仲間との関わりを断とうとして喧嘩になり、その時に受けた傷によって息を引き取る。
ポポくんのおばさん（ポポくんのお母さん）
声 - 島本須美
映画版第2作目に登場する。ポポくんの身の回りの世話をしてくれている。とても寡黙で、劇中では最後の最後でようやく言葉を発するので、最初はミステリアスな雰囲気を醸し出していた。
ボノボーノ
声 - 内山由貴
プラネタリウム番組に登場するラッコ。